# Stazione di Vipiteno Val di Vizze
Stazione di Vipiteno Val di Vizze vasútállomás Olaszországban, Trentino-Alto Adige régióban, Vipiteno településen.

## Vasútvonalak
Az állomást az alábbi vasútvonalak érintik:
- Brenner-vasútvonal

## Kapcsolódó állomások
A vasútállomáshoz az alábbi állomások vannak a legközelebb: 
- Stazione di Colle Isarco
- Stazione di Campo di Trens